# 高武藏源太郎
高武藏 源太郎（たかむさし げんたろう、1879年（明治12年）8月4日 - 1948年（昭和23年）4月30日）は、明治から大正期にかけての大相撲力士。本名は高橋源次郎、のち野地に改姓。

## 略歴
現在の埼玉県所沢市出身。元々行司として入門したらしく、1893年1月から1895年1月まで番付行司欄に見える木村源二郎と思われる。その後力士となり、1896年5月に高武蔵源太郎で序ノ口、1897年5月序二段に上がる。1898年5月に一度三段目に昇進し、一旦序二段陥落の後1900年5月に三段目に再昇進してからは定着した。1903年5月には幕下に昇進し、1908年1月幕下9枚目まで昇進するが幕下が長く、1917年1月三段目に陥落するまで13年幕下にいた。1918年5月限り引退し、年寄桐山となり桐山部屋を継承した。十両の大島がいたが1922年に現役で死去し、1926年5月限りで弟子がいなくなり、部屋を閉じた。のち伊勢ヶ濱一門に入り、1948年4月30日死去。

## 成績
- 番付在位場所数：45場所
- 通算成績：不明（当時の幕下以下の勝敗等の記録については相撲レファレンス等のデータベースに登録がなく、特に明治30年代半ばまでの序二段や序ノ口などは記録がほとんど現存していないと思われるため。ただし幕下の成績として少なくとも2勝3敗が確認できる）

### 場所別成績
- 各場所の地位は小島貞二コレクションの番付実物画像による。番付推移は番付に掲載された全場所を示すが、前述の理由により、勝敗等の数については暫定的に1909年6月場所以降の幕下15枚目以内（1909年6月場所のみ該当）のみを示すこととする。

| 1896年 （明治29年） | x                | 東序ノ口16枚目 –    |
| 1897年 （明治30年） | 西序ノ口6枚目 –  | 西序二段28枚目 –    |
| 1898年 （明治31年） | 西序二段22枚目 – | 東三段目31枚目 –    |
| 1899年 （明治32年） | 東序二段2枚目 –  | 東序二段5枚目 –     |
| 1900年 （明治33年） | 西序二段11枚目 – | 西三段目17枚目 –    |
| 1901年 （明治34年） | 西三段目29枚目 – | 西三段目11枚目 –    |
| 1902年 （明治35年） | 西三段目12枚目 – | 西三段目15枚目 –    |
| 1903年 （明治36年） | 東三段目7枚目 –  | 東幕下37枚目 –      |
| 1904年 （明治37年） | 西幕下19枚目 –   | 東幕下28枚目 –      |
| 1905年 （明治38年） | 西幕下26枚目 –   | 西幕下20枚目 –      |
| 1906年 （明治39年） | 東幕下29枚目 –   | 西幕下23枚目 –      |
| 1907年 （明治40年） | 西幕下32枚目 –   | 東幕下17枚目 –      |
| 1908年 （明治41年） | 東幕下9枚目 –    | 西幕下20枚目 –      |
| 1909年 （明治42年） | 西幕下29枚目 –   | 東幕下13枚目 2–3    |
| 1910年 （明治43年） | 東幕下24枚目 –   | 東幕下39枚目 –      |
| 1911年 （明治44年） | 東幕下49枚目 –   | 東幕下39枚目 –      |
| 1912年 （明治45年） | 西幕下23枚目 –   | 東幕下31枚目 –      |
| 1913年 （大正2年） | 東幕下41枚目 –   | 東幕下45枚目 –      |
| 1914年 （大正3年） | 西幕下17枚目 –   | 東幕下37枚目 –      |
| 1915年 （大正4年） | 西幕下26枚目 –   | 東幕下37枚目 –      |
| 1916年 （大正5年） | 西幕下50枚目 –   | 西幕下58枚目 –      |
| 1917年 （大正6年） | 西三段目5枚目 –  | 西三段目25枚目 –    |
| 1918年 （大正7年） | 西三段目8枚目 –  | 西三段目筆頭 引退 – |
| 各欄の数字は、「勝ち-負け-休場」を示す。 優勝 引退 休場 十両 幕下 三賞：敢=敢闘賞、殊=殊勲賞、技=技能賞 その他：★=金星 番付階級：幕内 - 十両 - 幕下 - 三段目 - 序二段 - 序ノ口 幕内序列：横綱 - 大関 - 関脇 - 小結 - 前頭（「#数字」は各位内の序列） |                  |                     |

## 参考資料
- 小池, 謙一「年寄名跡の代々（62） 桐山代々の巻（上）」『相撲』第43巻第11号、ベースボール・マガジン社、1994年11月、102-105頁。
- 小池, 謙一「年寄名跡の代々（63） 桐山代々の巻（下）」『相撲』第43巻第12号、ベースボール・マガジン社、1994年12月、152-155頁。